# Euodynerus unifasciatus
Euodynerus unifasciatus är en stekelart som beskrevs av Gusenleitner 1998. Euodynerus unifasciatus ingår i släktet kamgetingar, och familjen Eumenidae. Inga underarter finns listade i Catalogue of Life.